# Cucullia hartmanni
Cucullia hartmanni là một loài bướm đêm trong họ Noctuidae.